# Badinières
Badinières is een plaats en voormalige gemeente in het Franse departement Isère in de regio Auvergne-Rhône-Alpes. De plaats maakt deel uit van het arrondissement La Tour-du-Pin.

## Geschiedenis
Op 1 januari 2015 fuseerde Badinières met de aangrenzende gemeente Eclose tot de commune nouvelle Eclose-Badinières.

## Geografie
De oppervlakte van Badinières bedraagt 6,0 km², de bevolkingsdichtheid is 85,0 inwoners per km².
De onderstaande kaart toont de ligging van Badinières met de belangrijkste infrastructuur en aangrenzende gemeenten.

## Demografie
Onderstaande figuur toont het verloop van het inwonertal.